# 烏維利德湖
55°31′26″N 60°29′43″E / 55.52389°N 60.49528°E

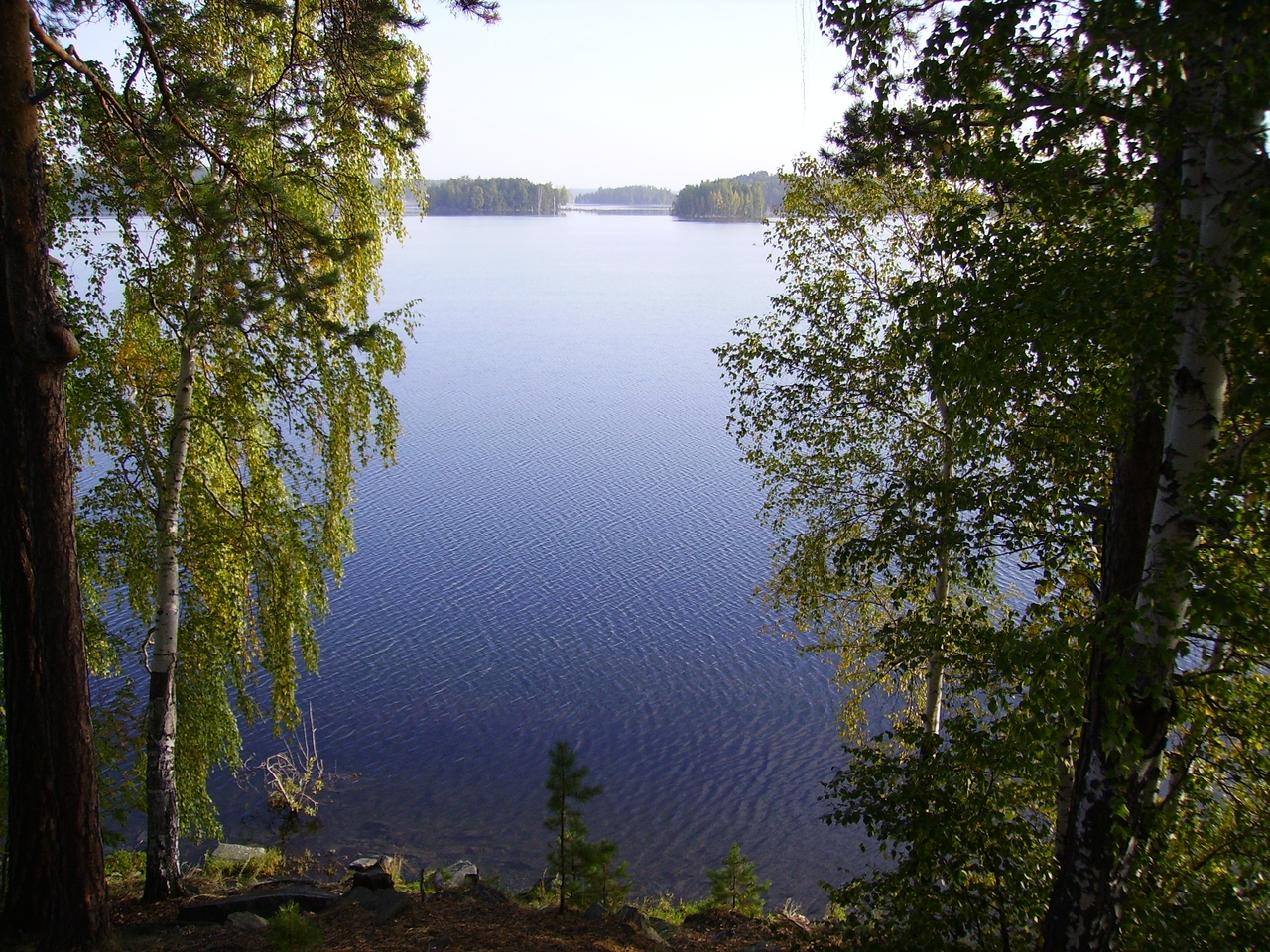

烏維利德湖（俄语：Увильды），是俄羅斯的湖泊，位於該國西南部，由車里雅賓斯克州負責管轄，長13.5公里、寬9公里，面積68.1平方公里，海拔高度276米，湖岸線長度117公里，平均水深15.6米，最大水深38米。